# هیدتسوگو یاگی
هیدتسوگو یاگی (به انگلیسی: Hidetsugu Yagi، به ژاپنی:八木 秀次؛ ۲۸ ژانویهٔ ۱۸۸۶ – ۱۹ ژانویهٔ ۱۹۷۶) یک مهندس برق از اوزاسای ژاپن بود.
هیدتسوگو یاگی در هنگام کار در دانشگاه توهوکو چندین مقاله نوشت و به معرفی یک آنتن جدید طراحی شده توسط خود پرداخت که توسط همکارش شینتارو اودا به انگلیسی بازگردان شد.
در ۱۸ آوریل سال ۱۹۸۵ دفتر ثبت اختراعات ژاپن او را به عنوان یکی از ده مخترع بزرگ انتخاب کرد.
در سال ۲۰۱۶ گوگل ۱۳۰مین سالگرد تولد هیدتسوگو یاگی را با تغییر گوگل دودل گرامی داشت.

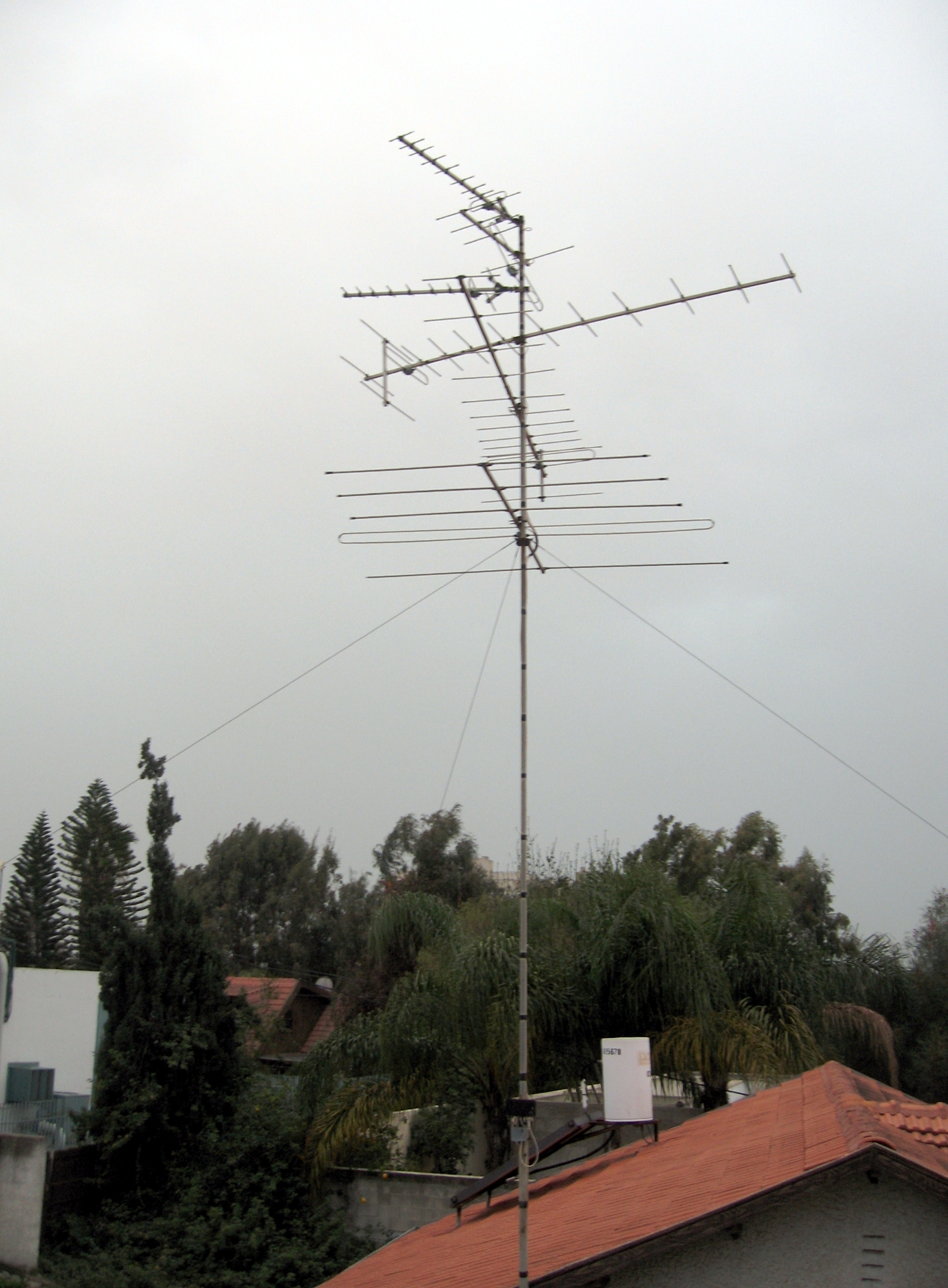
شش آنتن تلویزیون یاگی اودا برروی پشت بامی در اسرائیل. این آنتن‌ها به طور گسترده در فرکانس‌های VHF و UHF مورد استفاده قرار گرفت.